# Марті Найкращий
«Марті Найкращий» (англ. Marty Supreme) — американський кінофільм 2025 року у жанрі спортивної трагікомедії, зрежисований Джошем Сафді. Головні ролі виконали Тімоті Шаламе та Гвінет Пелтроу.
Наймасштабніший фільм компанії A24 — його бюджет склав 70 млн. доларів, а кількість персонажів перевищила 140. Прем'єра «Марті Найкращого» відбудеться 25 грудня 2025 року.

## Сюжет
Події відбуватимуться у 1950-х роках. Сюжет фільму оповість історію становлення зірки настільного тенісу Марті Райзмана (у фільмі — Марті Маузера), популяризатора методу гри в настільний теніс під назвою гардбат і двічі чемпіона США серед чоловіків.

## У ролях
- Тімоті Шаламе — Марті Маузер
- Гвінет Пелтроу
- Tyler, The Creator
- Одесса Езайон
- Пенн Джіллетт
- Кевін О'Лірі
- Абель Феррара
- Френ Дрешер
- Сандра Бернхард
- Філіпп Петі
- Спенсер Гранезе

## Створення
У 2023 році брати Сафді, визнані кінорежисери незалежного профілю, перейшли до сольної кар'єри. Бенні розпочав роботу над реслінговим фільмом «Незламний», а Джош — над пінг-понговим фільмом «Марті Найкращий». Про створення фільму було оголошено в липні 2024 року. «Марті Найкращий» є найвисокобюджетнішим фільмом компанії A24 з бюджетом у 70 млн доларів.

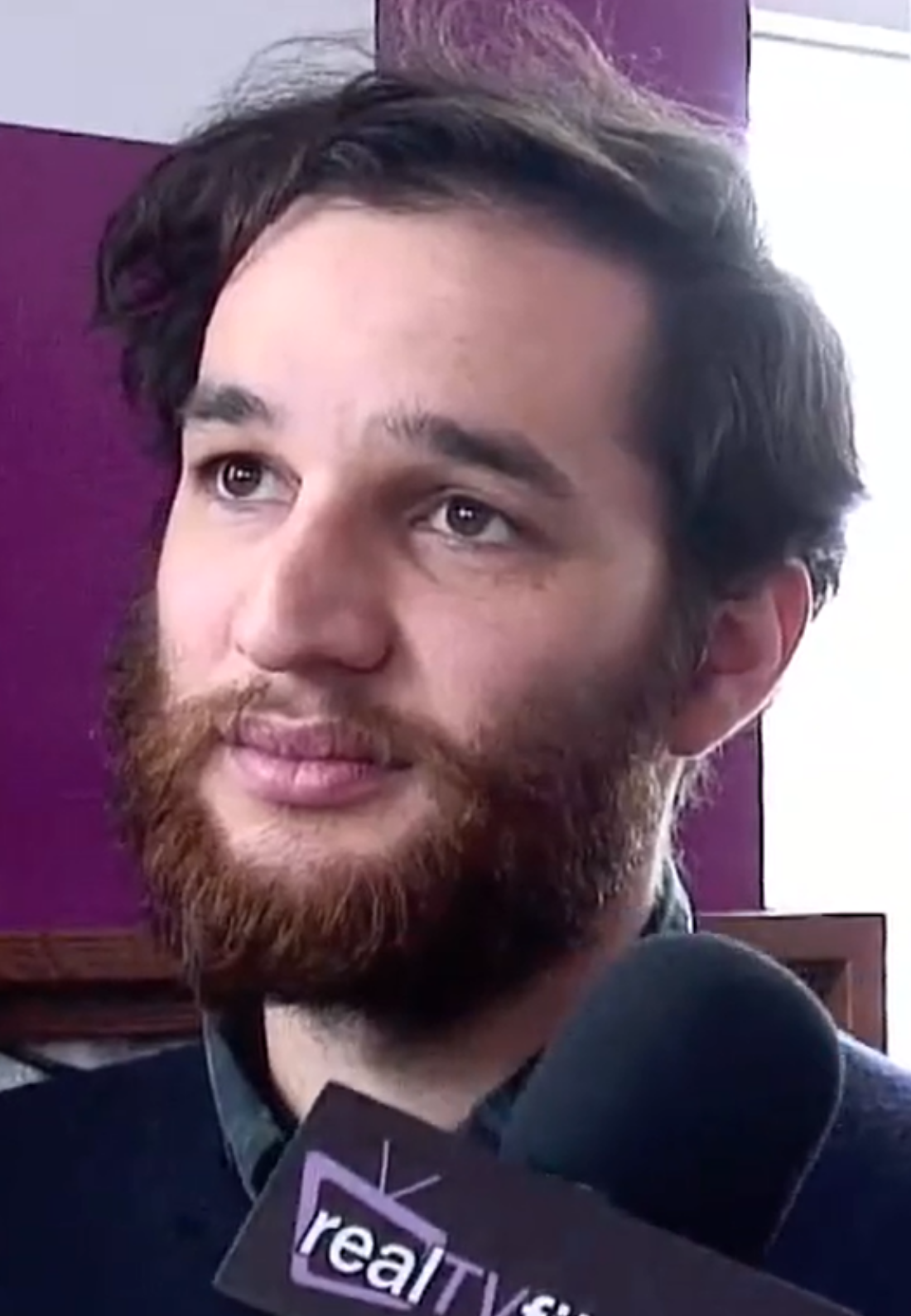
Джош Сафді у 2010 році

Тімоті Шаламе виконував трюки у фільмі без дублерів, місяцями займався настільним тенісом із професійними тренерами. Режисер хотів, щоб очі актора виглядали меншими, тому змушував користуватись контактними лінзами та справжніми окулярами для зору, що серйозно тимчасово пошкодило зір Шаламе. Попри це, актор назвав Джоша Сафді «сучасним Скорсезе», а сам фільм, за його словами, має енергію «Негранованих коштовностей».
Гвінет Пелтроу, затверджену на головну жіночу роль, Джош Сафді описував так:
|  | Вона кінозірка. У всеосяжному сенсі. Вона володіє гравітаційним тяжінням, яке може відобразити тільки камера. Гадаю, що її відхід від акторства оголив вразливість у її можливостях. |

Сама Пелтроу вважає, що це перша її роль за 15 років (з часів «Лишайся сильним»), у якій вона «виклалась на повну». Залишити кіновсесвіт Marvel у стороні та подумати про «цінність і глибину свого життя» її надихнула подруга Кемерон Діас. Пелтроу заявила, що у фільмі присутня велика кількість сцен сексу між її персонажкою, дружиною суперника Марті Маузера, та героєм Тімоті Шаламе.
За стилем фільм нагадуватиме «Вовка з Уолл-стріт» і «Впіймай мене, якщо зможеш». Кількість персонажів перевищуватиме 140, серед непрофесіональних акторів, що зіграли у фільмі — репер Tyler, The Creator, кінорежисер Абель Феррара, шоумени Пенн Джіллетт і Кевін О'Лірі, канатоходець Філіпп Петі.
Знімальний процес пройшов із вересня по грудень 2024 року у Нью-Йорку. За операторське рішення «Марті Найкращого» відповідав Даріус Хонджі, який фільмував його на 35-мм плівку.